# روجر هوبنر
روجر هوبنر (بالألمانية: Roger Hübner)‏ (و. 1967 – م) هو ممثل، وممثل أفلام، من ألمانيا، ولد في برلين.

## وصلات خارجية
- روجر هوبنر على موقع IMDb (الإنجليزية)